# U-Bahnhof Heinrich-Heine-Allee
Der U-Bahnhof Heinrich-Heine-Allee ist neben dem Hauptbahnhof die wichtigste Station der Düsseldorfer Stadtbahn und die einzige, an der alle Düsseldorfer Stadtbahnlinien halten. Er ist ein Turmbahnhof und liegt im Verlauf der ersten, zweiten und dritten Stammstrecke in der Innenstadt der nordrhein-westfälischen Landeshauptstadt Düsseldorf. Das zweite Untergeschoss des unter der Heinrich-Heine-Allee errichteten U-Bahnhofs wurde 1988 dem Verkehr übergeben und erschließt seitdem die Einkaufsstraßen Flinger- sowie Bolkerstraße. Am 20. Februar 2016 wurde das dritte Untergeschoss dem Verkehr übergeben. Durch die Verbindung zu den gleichnamigen oberirdischen Bushaltestellen ist der U-Bahnhof Heinrich-Heine-Allee auch einer der wichtigsten Umsteigepunkte in Düsseldorf. Straßenbahnen verkehren dort keine mehr.

## Lage

Lage im Stadtgebiet

Im Bereich nördlich des U-Bahnhofs Heinrich-Heine-Allee werden die erste und zweite Stammstrecke zusammengeführt, welche beide innerhalb des U-Bahnhofs höhenfrei von der dritten Stammstrecke (Wehrhahn-Linie) gekreuzt werden. Die erste führt dabei nach dem Passieren des 980 m entfernten U-Bahnhofs Nordstraße unter dem Hofgarten hindurch und unterquert den Tunnel der zweiten Stammstrecke. Diese führt nach dem Überqueren des Rheins über die Oberkasseler Brücke und dem Halt am 800 m entfernten U-Bahnhof Tonhalle/Ehrenhof in Höhe des Ratinger Tors in den Tunnel.
Nach dem Halt im U-Bahnhof Heinrich-Heine-Allee führt der Innenstadttunnel der Düsseldorfer Stadtbahn (nur erste und zweite Stammstrecke) von hier in einem Bogen unter der Königsallee zum 540 m entfernten, unterhalb der Steinstraße gelegenen U-Bahnhof Steinstraße/Königsallee. Der Tunnel folgt dann weiter dem Straßenverlauf der Steinstraße Richtung Hauptbahnhof zum U-Bahnhof Oststraße.
Die dritte Stammstrecke, die so genannte Wehrhahn-Linie führt von Osten nach Süden durch den U-Bahnhof und folgt in östlicher Richtung dem Verlauf der Schadowstraße und führt nach Durchqueren der U-Bahnhöfe Schadowstraße und Pempelforter Straße in einer Rampe im Bereich des S-Bahnhofs Düsseldorf Wehrhahn wieder ans Tageslicht. Von dort aus erreicht sie die östlichen Düsseldorfer Stadtteile und die Nachbarstadt Ratingen. In südlicher Richtung folgt sie dem Verlauf der beiden Einbahnstraßen Kasernenstraße (südlich vom Graf-Adolf-Platz: Friedrichstraße) und Breite Straße (südlich von Graf-Adolf-Platz: Elisabethstraße) nach Durchqueren der U-Bahnhöfe Benrather Straße, Graf-Adolf-Platz und Kirchplatz zum S-Bahnhof Düsseldorf-Bilk, wo sie nördlich des S-Bahnhofs in Höhe der Düsseldorf Arcaden wieder an die Oberfläche geführt wird und sich in südlichen Richtungen fortsetzt.
Der Bahnhof selbst befindet sich an der Schnittstelle zwischen Altstadt und erweiterter Innenstadt. Die Heinrich-Heine-Allee war für lange Zeit die äußerste Grenze der Stadt. So ist der U-Bahnhof heute zentraler Erschließungspunkt des öffentlichen Personennahverkehrs für die Altstadt und die dort zahlreich vertretenen gastronomischen Betriebe. Direkt an den U-Bahnhof angebunden sind die Kaufhäuser Carsch-Haus und Galeria Kaufhof.

## Geschichte
Am 1. Februar 1979 begangen die Arbeiten zum Bau des U-Bahnhofs. Der Bahnhof war als Kreuzungs- und Verzweigungsbahnhof mit zwei Mittelbahnsteigen mit einer Nutzlänge von je 120 m vorgesehen. Da man in der Planungsphase noch davon ausging, die Strecke als Voll-U-Bahn-System zu betreiben, wurde eine Betriebslänge von 120 m umgesetzt. Diese Länge wurde beim weiteren Ausbau des Stadtbahnnetzes nicht berücksichtigt und es wurden nur noch U-Bahnhöfe mit einer Bahnsteiglänge von 90 m gebaut. Anders als bei den weiteren Stationen des Innenstadttunnels, Steinstraße/Königsallee und Oststraße, wurden die Gleise parallel und damit nicht auf zwei Fahrebenen übereinander gebaut. Die jetzige Gleislage ermöglicht ein schnelles und reibungsloses Umsteigen und Erreichen der Altstadt und der Innenstadt. Der Bahnhof wurde, wie schon die U-Bahnhöfe Klever Straße und Nordstraße in anderthalbfacher Tiefenlage gebaut.
Vor Inbetriebnahme der Wehrhahn-Linie am 20. Februar 2016 war der U-Bahnhof Heinrich-Heine-Allee ein wichtiger Umsteigepunkt zwischen Stadtbahn und Straßenbahn Düsseldorf. Mit Inbetriebnahme verlor er diese Funktion, da die oberirdischen Straßenbahnlinien von Ost nach West/Südwest durch die Stadtbahnlinien der Wehrhahn-Linie ersetzt wurden und die Straßenbahnlinien von Nord nach Süd nun über die Berliner Allee geführt werden. Seitdem sind die Verknüpfungspunkte zwischen Stadtbahn und Straßenbahn die beiden benachbarten U-Bahnhöfe Steinstraße/Königsallee (erste und zweite Stammstrecke) bzw. Schadowstraße (dritte Stammstrecke). Seit Inbetriebnahme der Wehrhahn-Linie ist er jedoch die einzige Station der Stadtbahn Düsseldorf, die von allen Stadtbahnlinien bedient wird.

## Bahnhofsanlage
Der Bahnhof besteht aus mehreren Ebenen. Die obere Ebene (−1) ist die Verteilerebene und beherbergt zahlreiche Geschäfte, außerdem enthält sie direkte Eingänge zu den zwei großen anliegenden Kaufhäusern und zu den tiefer gelegenen Bahnsteigen. Die zweite Ebene (−2) verfügt über zwei Mittelbahnsteige, an denen die Linien Richtung Hauptbahnhof bzw. Krefeld, Neuss und Duisburg halten. Darunter befindet sich auch noch eine dritte Ebene (−3), die ursprünglich als Vorleistung für die Wehrhahn-Linie gebaut wurde, und am 20. Februar 2016 als vollständige U-Bahn-Station fertiggestellt und eröffnet wurde. Sie verfügt über einen Mittelbahnsteig.
Die Zugänge des U-Bahnhofs liegen auf der Bolkerstraße, der Flinger Straße, der Heinrich-Heine-Allee, der Theodor-Körner-Straße und am Kaufhof. An den meisten Zugängen befinden sich Rolltreppen.
Die äußeren Bahnsteige der −2-Ebene des U-Bahnhofs (Gleise 3 und 4) führen in Richtung der Hofgartenrampe zum U-Bahnhof Tonhalle/Ehrenhof. Diese Gleisstrecke wird von den Linien U70, U74, U75, U76 und U77 genutzt. Die inneren Bahnsteige (Gleise 1 und 2) werden von den Zügen in Richtung der Nordstrecke genutzt. Die U-Bahn-Linien U78 und U79 bedienen diese beiden Bahnsteige. Die Bahnsteige der −3-Ebene (Gleise 5 und 6) werden von den Linien U71, U72, U73 und U83 genutzt.

## Gestaltung

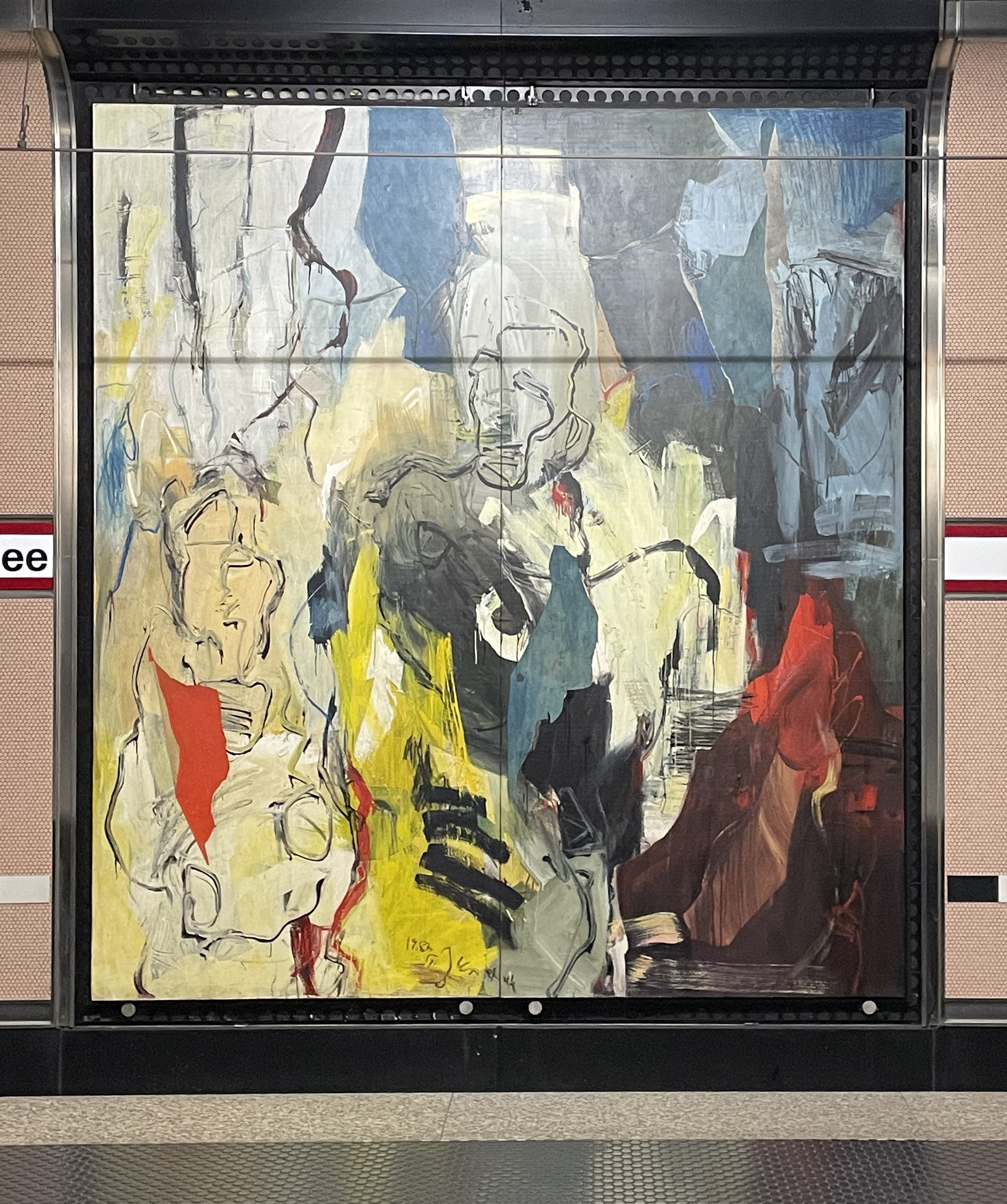
Gemälde von Tina Juretzek im U-Bahnhof

Eine Besonderheit am U-Bahnhof Heinrich-Heine-Allee ist, dass hier 1988 auf zwei seiner Ebenen ein Kunstprojekt der Stadt Düsseldorf realisiert wurde. Acht Maler bekamen den Auftrag, jeweils ein großes Bild mit dem Format 400 cm × 300 cm für diesen U-Bahnhof herzustellen. Sie sollten in ihren Bildern auf die Umgebung des U-Bahnhofs reagieren. Die acht Künstler waren Fernand Roda, Adolphe Lechtenberg, Tina Juretzek, Holger Bunk, Herbert Bardenheuer, Bertram Jesdinsky, Julia Lohmann und Martina Kissenbeck. Gleichzeitig bekam der Düsseldorfer Künstler Peter Royen sen. den Auftrag für ein Wandrelief auf der −1-Ebene. Es besteht aus belgischem Granit und hat das Format 300 cm × 1300 cm. Die anderen acht Wandbilder befinden sich auf Ebene zwei des U-Bahnhofs. Alle diese Arbeiten wurden in einem Katalog dokumentiert, der 1988 vom Kulturamt der Stadt Düsseldorf herausgegeben wurde. Die Fortführung der Einbeziehung zeitgenössischer Kunst zeigt sich im Erweiterungsbau der Wehrhahn-Linie im Jahr 2016. Seit September 2016 ist auch der neue ArcheoPoint mit Teilen von Mauern der Düsseldorfer Stadtbefestigung im Bereich des Bahnhofes öffentlich zugänglich.

### Erste Ebene
Die −1-Ebene nimmt die nach dem Umbau zu Beginn der 2000er Jahre neu entstandene Heinrich-Heine-Galerie auf. Diese hat ihre Vorgänger in der Flinger- und der Bolkerpassage. Diese waren bis zum Umbau ebenfalls mit mehreren Ladengeschäften ausgestattet, bildeten jedoch durch eine räumliche Trennung, hervorgerufen durch die zentral platzierten Toilettenanlagen, zwei eigenständige Räume. Nach dem Umbau ist eine zentrale und breit ausgeführte Querung über die gesamte Länge der Passage entstanden. Unterstützt wird diese durch eine vollflächige Deckenbeleuchtung oberhalb dieser Achse. Die Geschäfte mit unterschiedlichen Nutzungen orientieren sich zu dieser. Hier sind mehrere Dienstleistungsbetriebe und Geschäfte für den täglichen Bedarf vorhanden. Außerdem haben die anliegenden Kaufhäuser, Galeria Kaufhof und Carsch-Haus jeweils großzügige Eingangsbereiche in dieser Ebene eingerichtet.

### Zweite Ebene
In der −2-Ebene befinden sich vier Bahnsteige, die zu jeweils zwei Mittelbahnsteigen zusammengefasst sind. An diesen halten jeweils die Züge beider Stammstrecken in gemeinsamer Fahrtrichtung. Dies erleichtert das Umsteigen zwischen den Linien, die sich im Bereich hinter dem U-Bahnhof Heinrich-Heine-Allee wieder trennen.
Die Düsseldorfer U-Bahnhöfe der ersten, zweiten und dritten Generation verfügen alle über eine annähernd gleiche Gestaltung. Die Decken sind wie auch die Bodenfläche dunkel gehalten. Eine metallene Verkleidung umfasst die in der Mitte des Bahnsteigs vorhandenen Säulen, auch die weitere Bahnhofsmöblierung ist in silber gehalten. Den Kontrast zu dieser zurückhaltenden Farbgestaltung bieten die beigefarbenen Wände. Die Haltestellennamen sind über den Informationstafeln mit schwarzer Schrift auf weißem Grund angebracht, an den Wänden sind sie mit schwarzer Schrift auf weißem Grund, begleitet von weinroten Linien ober- und unterhalb der Schrift, ausgeführt.
Nördlich schließt sich an den Bahnsteigbereich eine zweigleisige Kehranlage an. Am südlichen Bahnhofsende liegt ein mittiges Kehrgleis, das ursprünglich als Verbindungsgleis zur Wehrhahnlinie vorgesehen war. Der Bau dieses Verbindungsgleises ist nicht mehr erforderlich, da es – aufgrund der Konzeption des Wehrhahnlinien-Tunnels als Niederflur-Stadtbahn für den Wagentyp NF8U betrieblich keinen großen Nutzen bringen würde und die erforderlichen Bauinvestitionen somit nicht rechtfertigt.

### Dritte Ebene

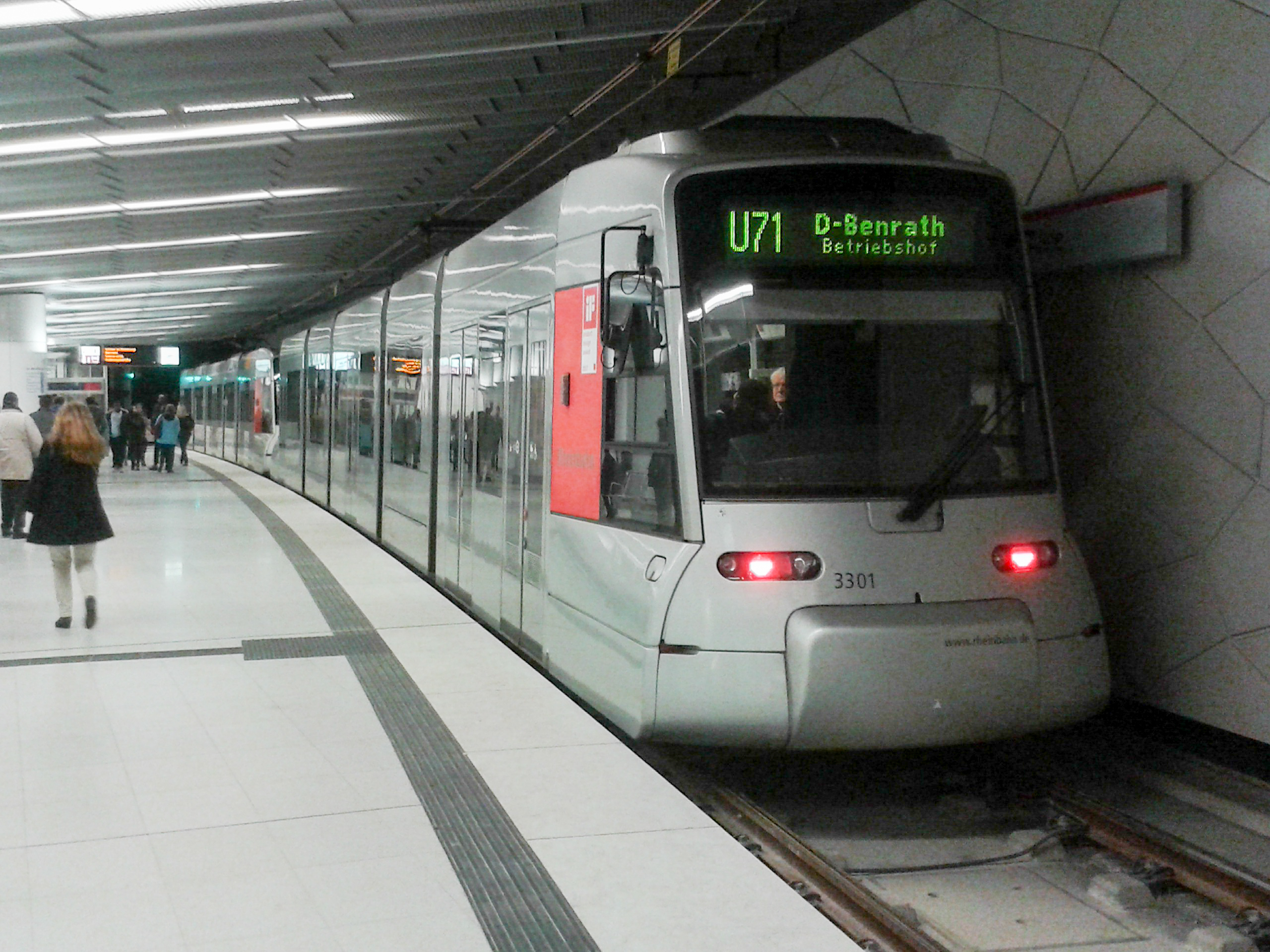
Dritte Ebene, Bahnsteig Richtung Benrath

Die −3-Ebene nimmt seit dem 20. Februar 2016 die dritte Stammstrecke, die sogenannte Wehrhahn-Linie, auf. So stellt der Halt am U-Bahnhof Heinrich-Heine-Allee entlang der Wehrhahn-Linie den einzigen Bahnhof mit Mittelbahnsteig dar, während für alle anderen U-Bahnhöfe Seitenbahnsteige genutzt werden. Dies hat seinen Ursprung in der praktizierten Bauweise: Die Tunnel wurden mit einer Schildvortriebsmaschine erstellt. Der dadurch entstandene Tunnel ist auf zwei Gleise ausgelegt und bietet für die für Mittelbahnsteige notwendige Verbreiterung nicht genügend Abstand zwischen den Tunneln. Da der U-Bahnhof Heinrich-Heine-Allee als Bauvorleistung bereits in den 1980er-Jahren geplant und gebaut wurde, endet der Tunnel an den bereits zuvor errichteten Stutzen südlich des Bahnhofs und wird östlich wieder aufgenommen.
Der Bahnsteig beginnt westlich unterhalb der Galeria Kaufhof und erstreckt sich bis zur östlichen Seite der Königsallee, Höhe Corneliusplatz. Der Bahnsteig ist mit ca. 90 Meter Länge und 8,8 Meter Breite ausgeführt. Die Zugänge zum Bahnsteigbereich sind auf drei Bereiche verteilt. So führt am östlichen Bahnsteigende eine Rolltreppe zu einem Zwischengeschoss. Von diesem wird über zwei Treppenanlagen die Königsallee direkt mit der dritten Ebene verbunden. In der Mitte des Bahnsteigs wird über eine weitere Rolltreppe sowie einen Aufzug die erste Ebene, die Heinrich-Heine-Galerie, erreicht. Um auch den direkten Umstieg zwischen den Stadtbahnlinien zu ermöglichen, erhielt der Bahnsteigbereich einen dritten Zugang. Dieser führt vom westlichen Ende über Rolltreppen und feste Treppenanlagen zu den beiden Bahnsteigen der zweiten Ebene.
Für die Gestaltung der U-Bahnhöfe der Wehrhahn-Linie wurde im Vorfeld ein Gestaltungswettbewerb durchgeführt. Für die U-Bahnhöfe der Wehrhahnlinie wurden Absolventen der Kunstakademie Düsseldorf ausgewählt. Die neu errichtete Erweiterung des U-Bahnhofs Heinrich-Heine-Allee gestaltete Ralf Brög unter dem Motto: Drei Modellräume.

Weitere Kunstwerke (Bildformate 4 x 3 Meter)
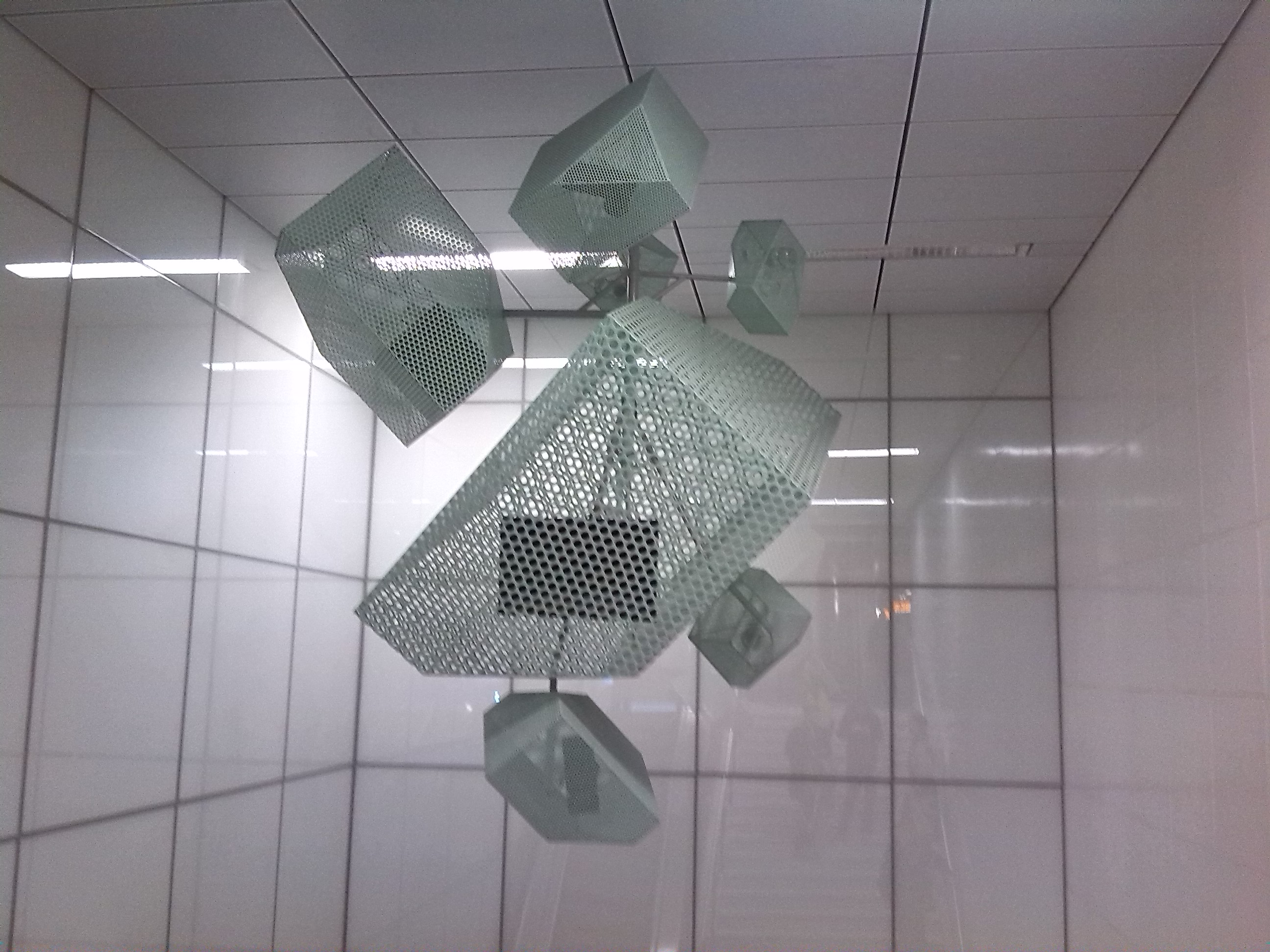
Marcus Schmickler, Teil der Klanginstallation Soundbeiträge: Kevin Rittberger, Stefan Schneider (Labor), Kurt Dahlke und Jörn Stoya
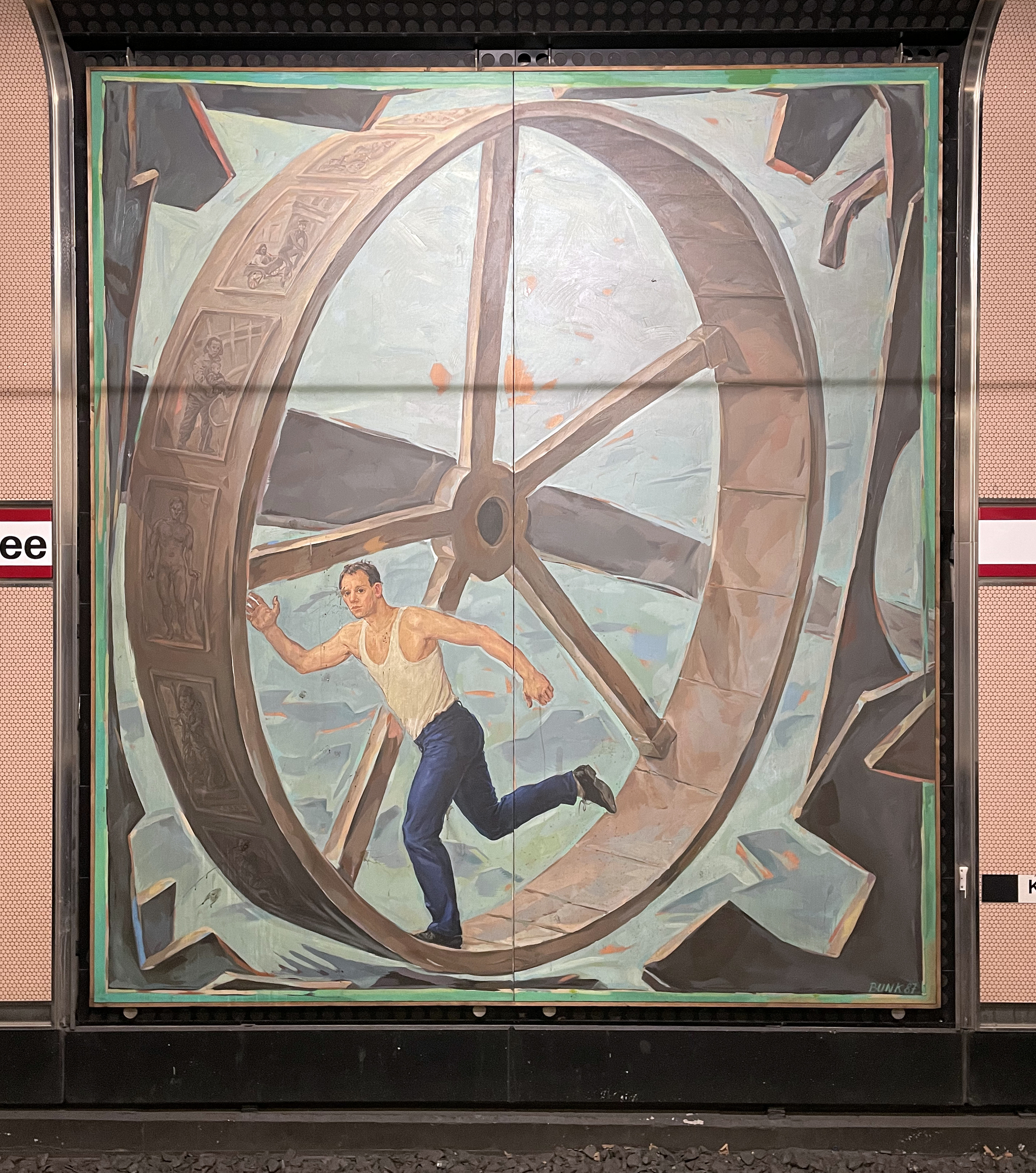
Holger Bunk
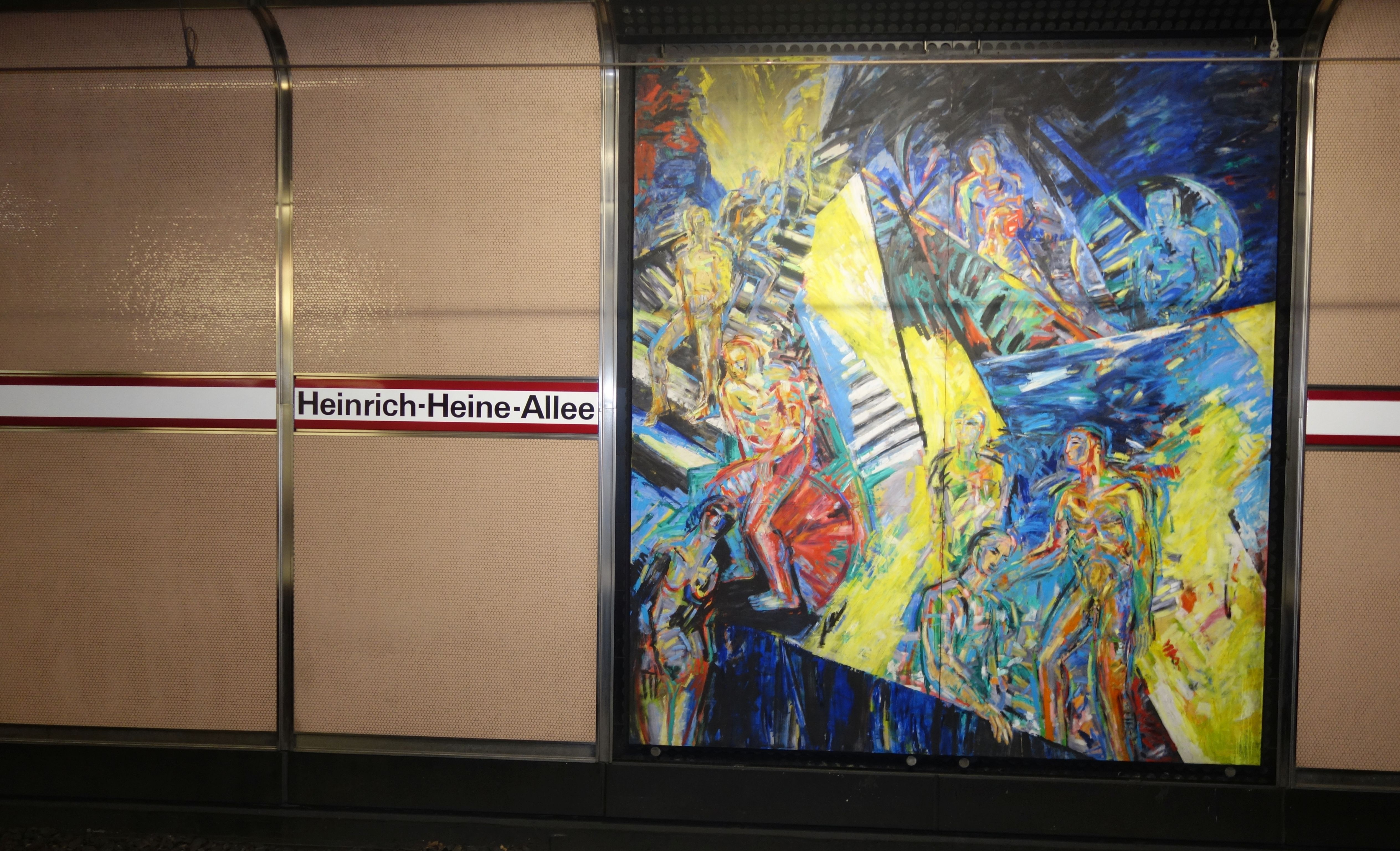
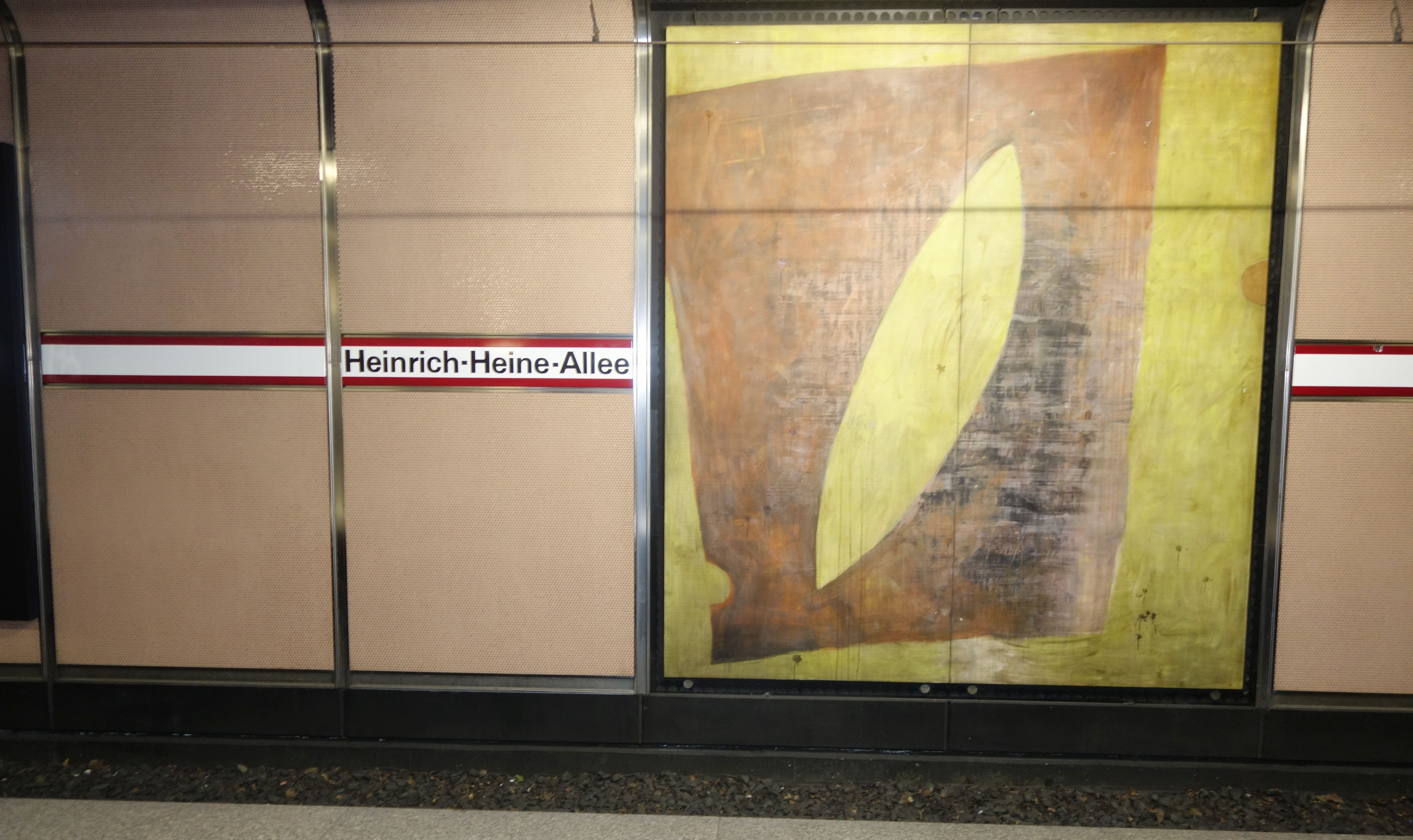
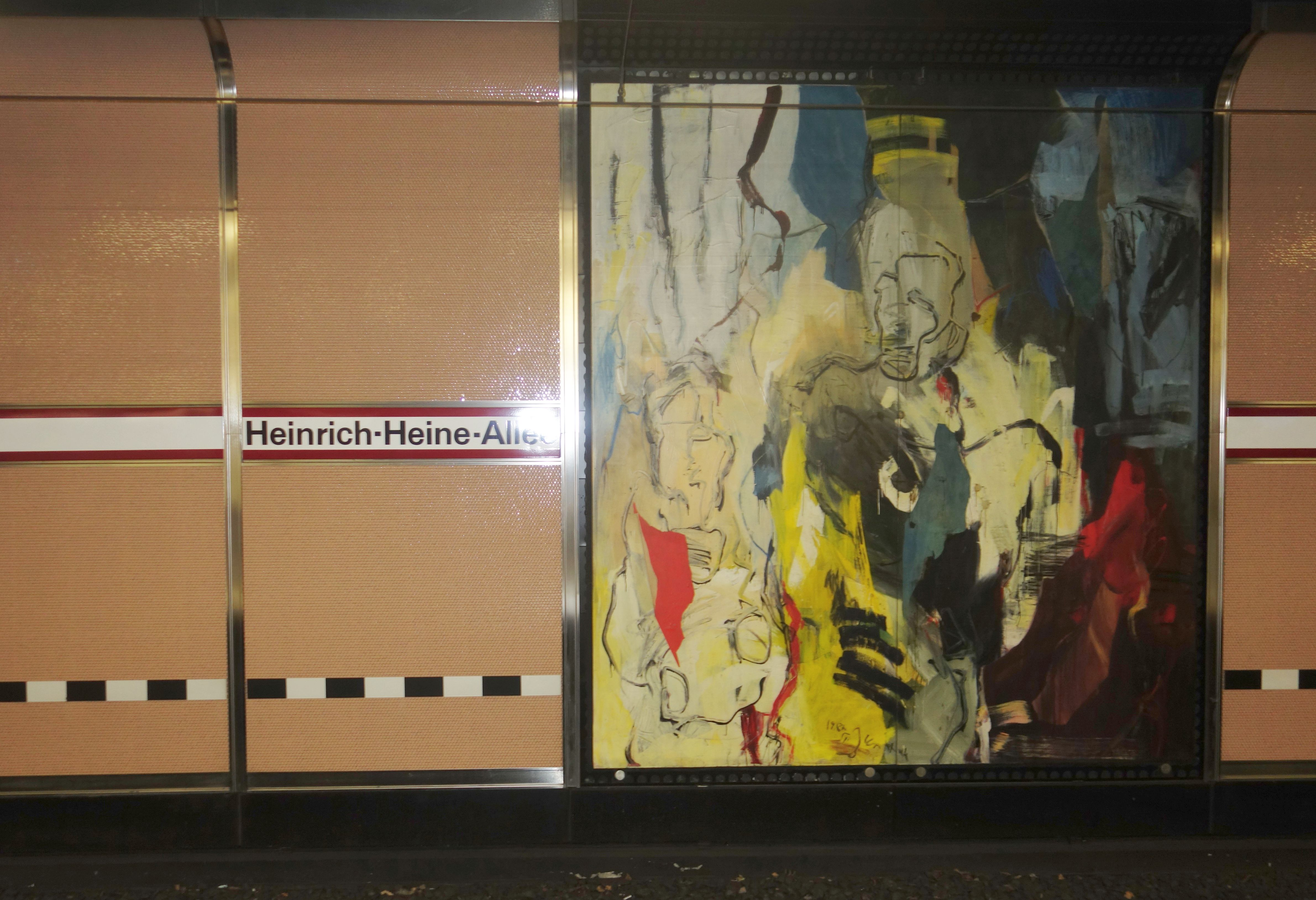
Tina Juretzek
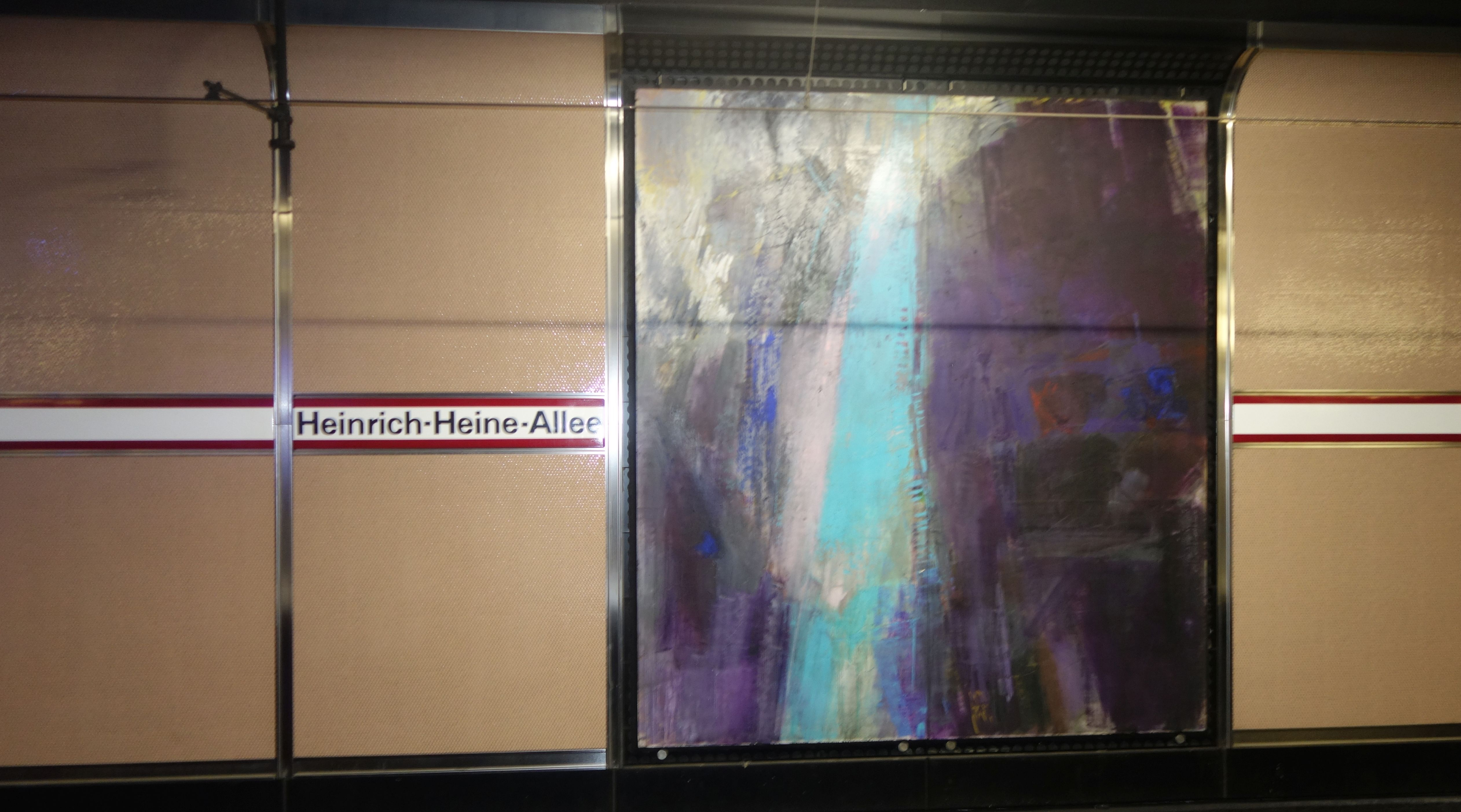
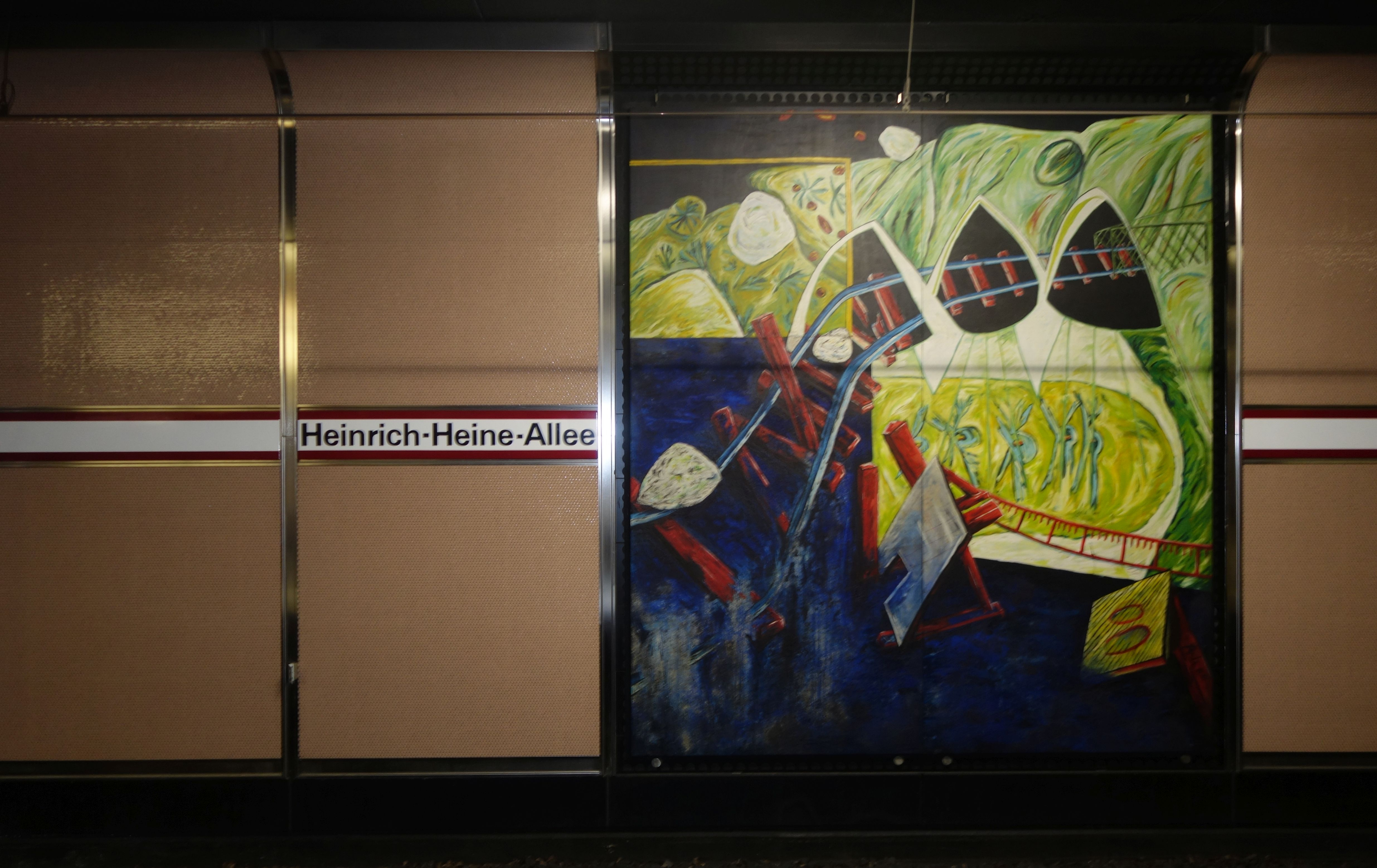
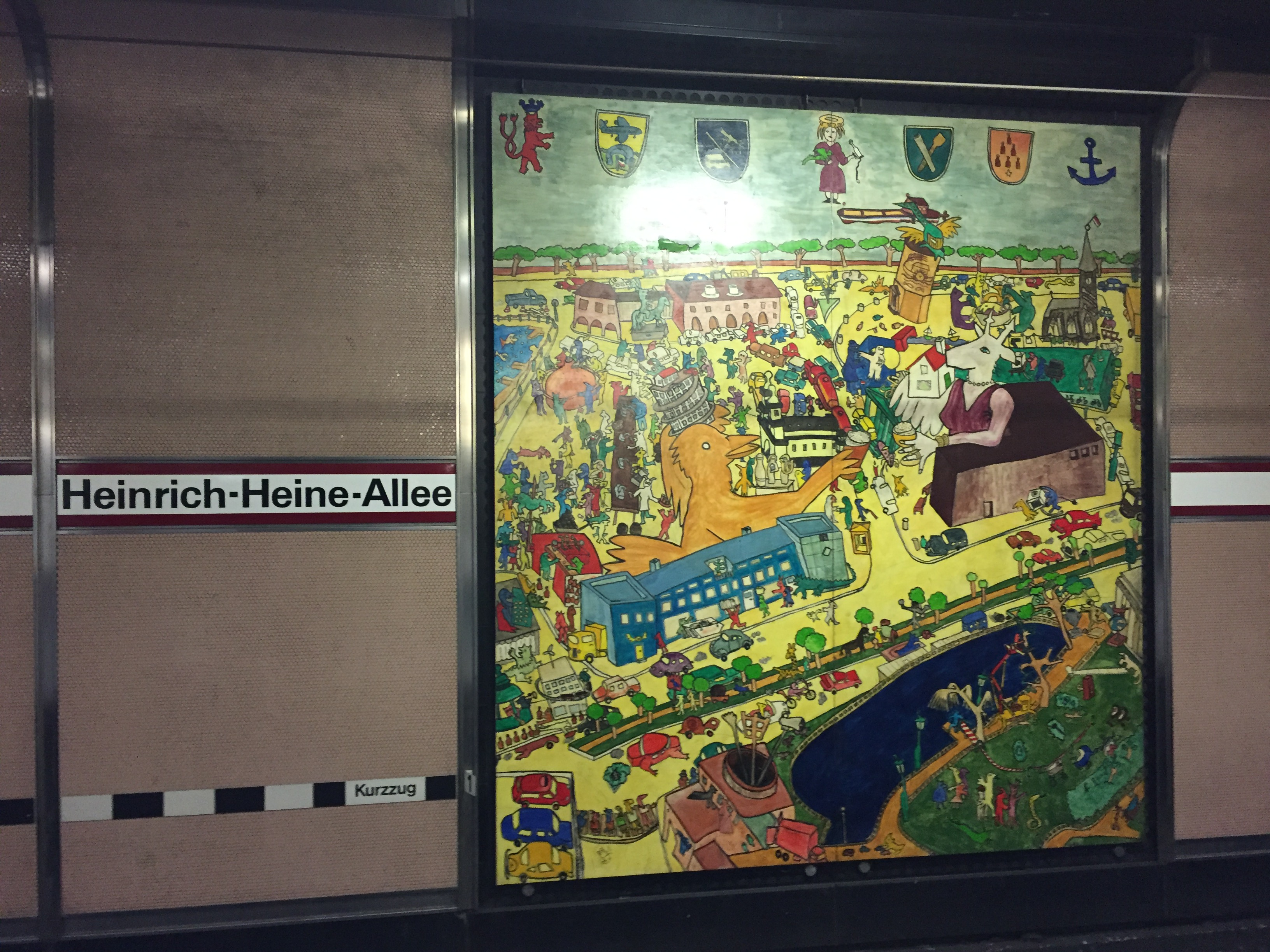
Bertram Jesdinsky

## Verkehr
Der U-Bahnhof Heinrich-Heine-Allee befindet sich im Verlauf der ersten, zweiten und dritten Stammstrecke des Düsseldorfer Stadtbahnnetzes. Alle elf auf diesen Strecken verkehrenden Linien bedienen den Bahnhof. Neben den Umsteigemöglichkeiten zwischen den einzelnen Stadtbahnlinien bestehen Umsteigebeziehungen zu vier Buslinien, die an Haltestellen an der Oberfläche entlang der Heinrich-Heine-Allee halten.
Über die Expresslinie aus Krefeld sowie die weiteren ergänzenden Linien aus Meerbusch und Neuss werden die linksrheinisch gelegenen Nachbarstädte sowie die Stadtteile Lörick, Heerdt und Oberkassel erreicht. Über die Linie aus Duisburg werden die Nachbarstadt sowie die nördlichen Stadtteile Wittlaer, Kaiserswerth und Lohausen erreicht. Die in Stockum abzweigende Linie zur ESPRIT arena bindet diese sowie das Düsseldorfer Messegelände an. Hinter dem Umsteigebahnhof Düsseldorf Hbf, der die Stadtbahn mit der S-Bahn Rhein-Ruhr und weiteren Verbindungen im Regional- und Fernverkehr verknüpft, werden im weiteren Verlauf der ersten, bzw. der zweiten Stammstrecke die südöstlich gelegenen Stadtteile Lierenfeld, Eller, Oberbilk, Wersten und Holthausen, sowie die Heinrich-Heine-Universität und der Botanische Garten angebunden.
Die dritte Stammstrecke (Wehrhahn-Linie), welche mit den Linien U71, U72, U73 und U83 bedient wird, schließt die östlichen Stadtteile Düsseltal, Mörsenbroich, Grafenberg, Rath und Gerresheim, sowie die Nachbarstadt Ratingen, und in südlicher Richtung die südlichen Stadtteile Bilk, Volmerswerth, sowie Wersten, Holthausen und Benrath, sowie die Heinrich-Heine-Universität und den Botanischen Garten an. Die Linien U71, U72, U73 und U83 sind an den S-Bahnhöfen Wehrhahn und Bilk mit der S-Bahn Rhein-Ruhr verknüpft.
Bis auf eine Ausnahme werden alle Stadtbahnlinien von der Düsseldorfer Rheinbahn alleine bedient. Diese bildet die Linie U79, welche gemeinsam mit der Duisburger Verkehrsgesellschaft betrieben wird. So verkehren auf der Linie U79, seitens der Duisburger Verkehrsgesellschaft, hochflurige Stadtbahnfahrzeuge des Typs B80C. Zusätzlich werden hier, wie auch auf den Linien U70 und U74-U79, Wagen des Typs B80D, ebenfalls hochflurig, eingesetzt. Auf der Linie U75 verkehren außerdem auch, aus Straßenbahnwagen des Typs GT8S, umgebaute Fahrzeuge des Typs GT8SU. Auf den Stadtbahnlinien U71, U72, U73 und U83 verkehren Niederflurtriebwagen des Typs NF8U.

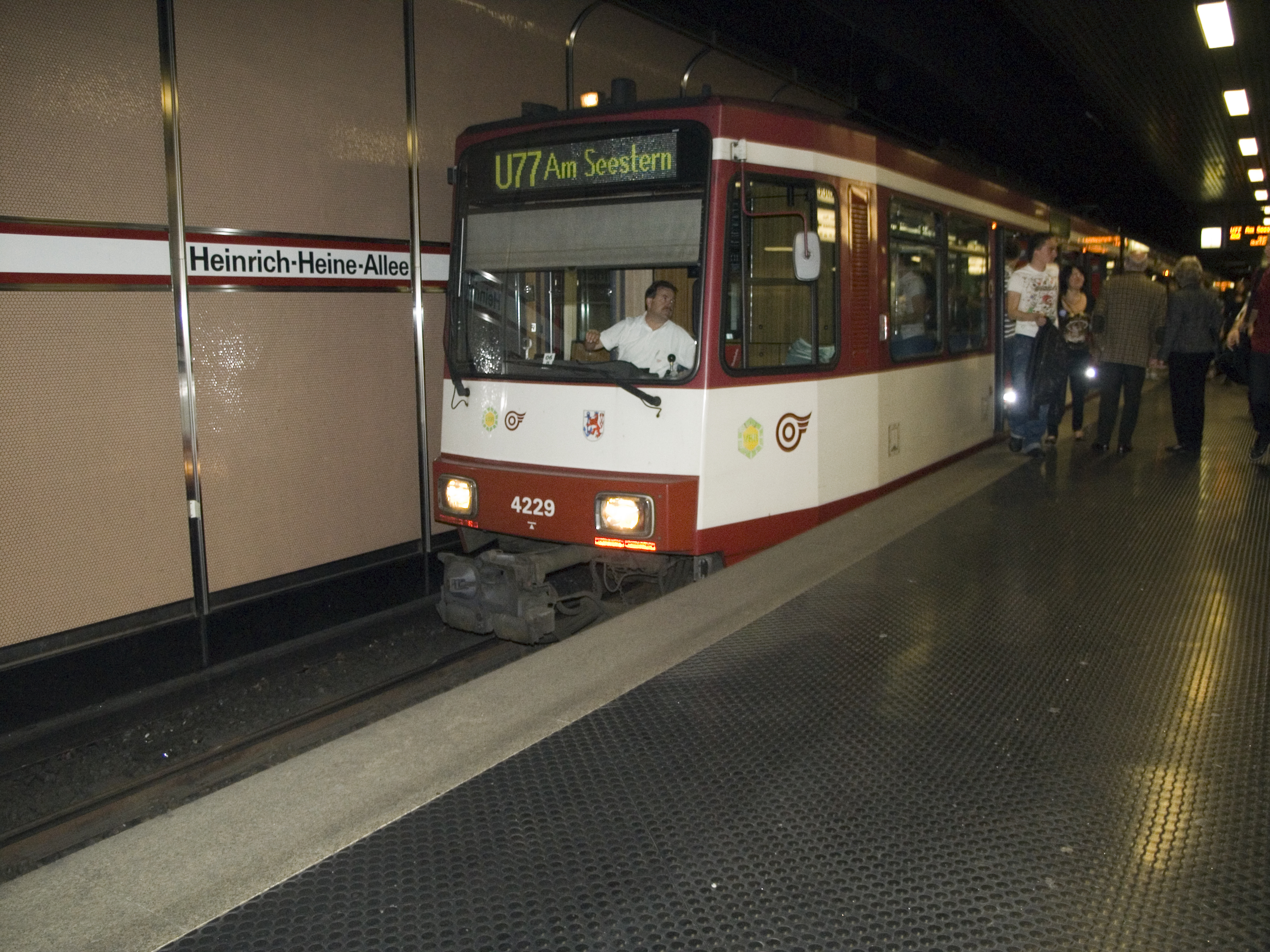
U 77 in Richtung „Am Seestern“

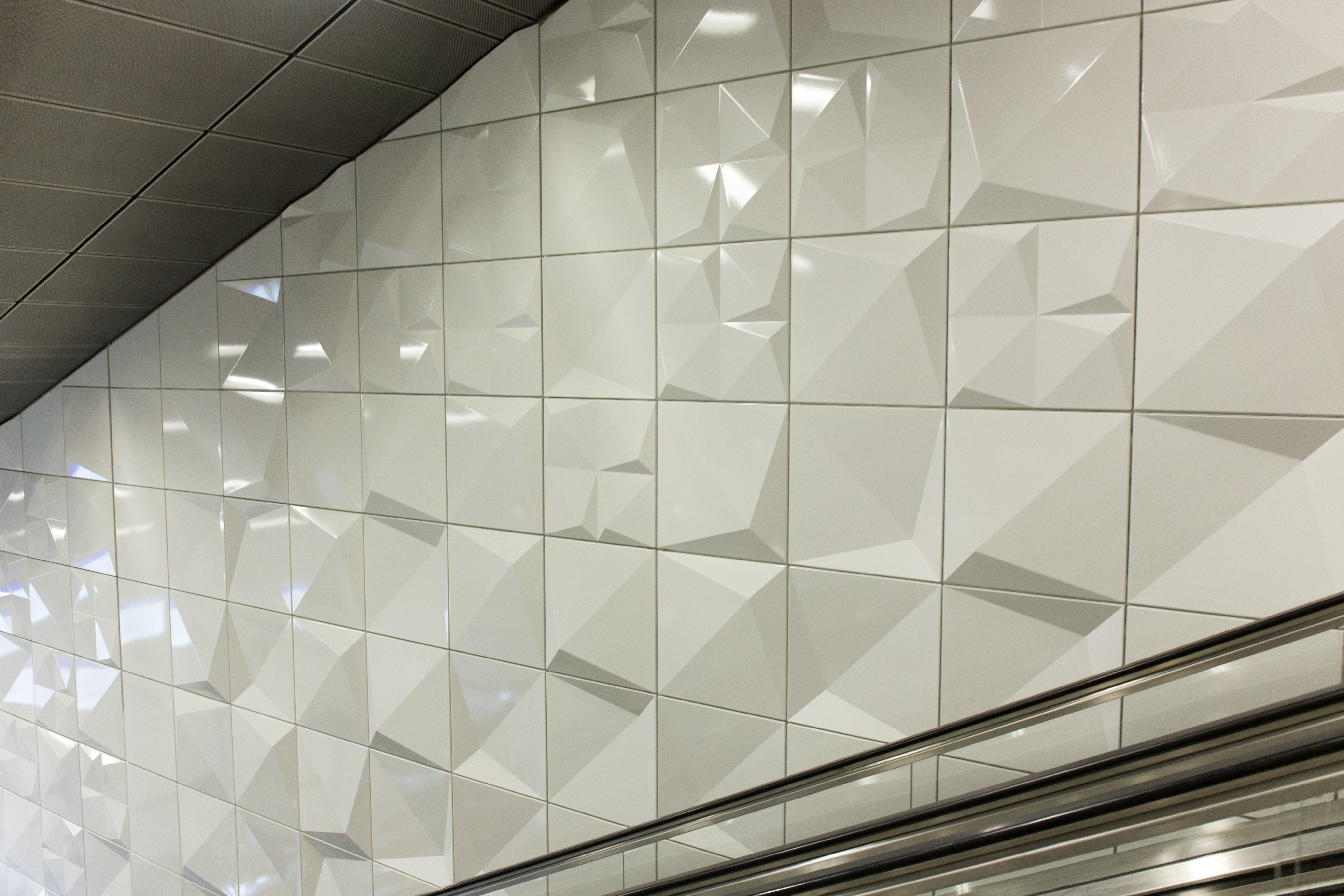
Wandverkleidung Erweiterung

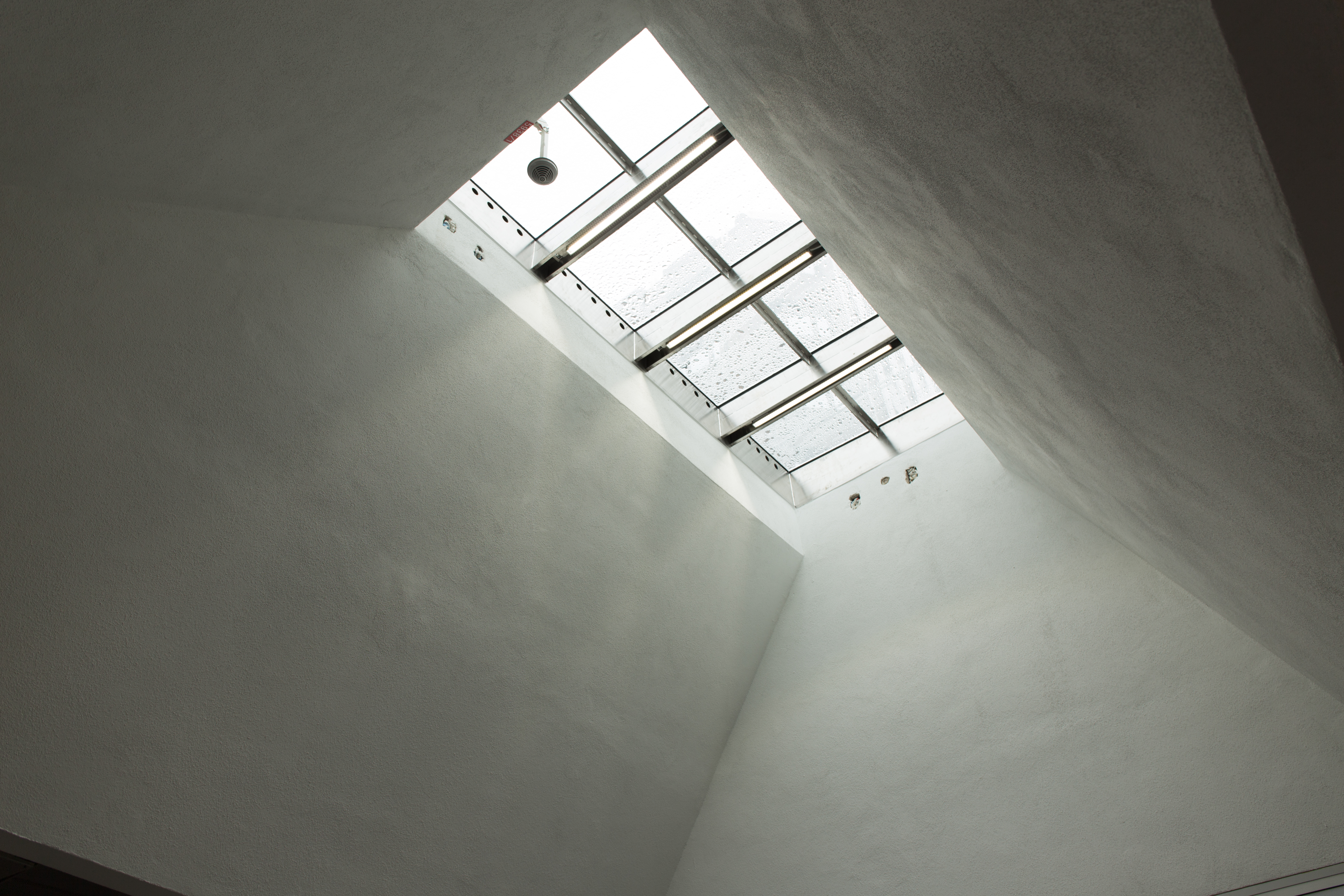
Lichtschacht im neuen Zwischengeschoss Heinrich-Heine-Allee

Folgende Stadtbahnlinien bedienen den U-Bahnhof:
| Linie | Verlauf | Takt                                      |
| ----- | --- | ----------------------------------------- |
|       | Krefeld, Rheinstraße – Krefeld Hbf – Dießem – Königshof – KR-Fischeln, Grundend – Meerb.-Osterath, Hoterheide – Bovert – Haus Meer – Büderich, Landsknecht – D-Lörick – Prinzenallee – Belsenplatz – Tonhalle/Ehrenhof – U Heinrich-Heine-Allee – U Steinstraße/Königsallee – U Oststraße – U Düsseldorf Hbf ← U D-Handelszentrum/Moskauer Straße Hochflurbetrieb der Rheinbahn; ehemalige K-Bahn; ergänzender Schnellverkehr zur Linie U 76 während der HVZ; es werden nicht alle Haltestellen der Linie U 76 bedient. | 20 min                                    |
|       | ( D-Rath 1 – Rotdornstraße – D-Rath Mitte – Am Schein – Haeselerstraße – ) Heinrichstraße 2 – Hansaplatz – Grunerstraße – Brehmplatz – Schillerplatz – Uhlandstraße – D-Wehrhahn – U Pempelforter Straße – U Schadowstraße – U Heinrich-Heine-Allee – U Benrather Straße – U Graf-Adolf-Platz – U Kirchplatz – D-Bilk – Suitbertusstraße – Südring – Flehe, Aachener Platz – Volmerswerther Straße – Krahkampweg – D-Volmerswerth, Hellriegelstraße3 Niederflurbetrieb der Rheinbahn; Abschnitt 2–3 dieser Linie gehört zum Düsseldorfer Nachtnetz; Abschnitt 1–2: Betrieb nur Mo–Fr 6–20 Uhr und Sa 9–20 Uhr; Abweichender Takt im Abschnitt 2–3: samstags 0–4 Uhr alle 30 min und 9–20 Uhr alle 10 min sowie sonn- und feiertags 0–4 Uhr und 5–9 Uhr alle 30 min und 13–20 Uhr alle 15 min | 20 min                                    |
|       | Ratingen Mitte – Weststraße – Europaring – Gerhardstraße – Ratingen, Felderhof – D-Hubertushain – Hirschweg – Oberrath – Rather Waldstadion (D-Rath , 400 m) – Rather Broich – Mörsenbroicher Weg – Graf-Recke-Straße – Vautierstraße – Schlüterstraße/Arbeitsagentur – Engerstraße – Lindemannstraße – Uhlandstraße – D-Wehrhahn – U Pempelforter Straße – U Schadowstraße – U Heinrich-Heine-Allee – U Benrather Straße – U Graf-Adolf-Platz – U Kirchplatz – D-Bilk – Karolingerplatz – Auf’m Hennekamp – Uni-Kliniken – Universität Nord/Christophstraße – Südpark – Werstener Dorfstraße – Opladener Straße – Ickerswarder Straße – Elbruchstraße – Holthausen – Niederheid – Am Trippelsberg – Schöne Aussicht – Kappeler Straße – Schloss Benrath – Urdenbacher Allee – D-Benrath – D-Benrath, Betriebshof Niederflurbetrieb der Rheinbahn; Linie gehört zum Düsseldorfer Nachtnetz; Abweichender Takt: So 13–20 Uhr alle 15 min, Mo–Fr 21–23, Sa–So 20–23 Uhr, Sa 6–9 Uhr und So 9–13 Uhr alle 20 min, Sa–So 0–4 Uhr und So 5–9 Uhr alle 30 min | 10 min                                    |
|       | D-Gerresheim – Morper Straße –Hardenbergstraße – Dörpfeldstraße – Schönaustraße – Gerresheim Rathaus – Von-Gahlen-Straße – Friedingstraße – Auf der Hardt/LVR-Klinikum → Vor der Hardt – Pöhlenweg – Staufenplatz – Schlüterstraße/Arbeitsagentur – Engerstraße – Lindemannstraße – Uhlandstraße – D-Wehrhahn – U Pempelforter Straße – U Schadowstraße – U Heinrich-Heine-Allee – U Benrather Straße – U Graf-Adolf-Platz – U Kirchplatz – D-Bilk – Karolingerplatz – Auf’m Hennekamp – Uni-Kliniken – Universität Nord/Christophstraße – Südpark – D-Universität Ost/Botanischer Garten Niederflurbetrieb der Rheinbahn; Linie gehört nicht zum Düsseldorfer Nachtnetz; Abweichender Takt: So 13–20 Uhr alle 15 min, Mo–Fr 21–0 Uhr (ab 29.08.2018, davor 20–0 Uhr), Sa 6–9 Uhr und So 9–13 Uhr alle 20 min, Sa–So 5–9 Uhr alle 30 min | 10 min                                    |
|       | Neuss Hbf – Blücherstraße – NE Am Kaiser – D-Heerdt, Vogesenstraße – Handweiser – Aldekerkstraße – Heesenstraße – Nikolaus-Knopp-Platz – Dominikus-Krankenhaus – Drusustraße – Belsenplatz – Barbarossaplatz – Luegplatz – Tonhalle/Ehrenhof – U Heinrich-Heine-Allee – U Steinstraße/Königsallee – U Oststraße – U Düsseldorf Hbf – U Handelszentrum/Moskauer Straße – U Kettwiger Straße – Ronsdorfer Straße – Lierenfeld, Betriebshof – Schlesische Straße – Jägerstraße – D-Eller Mitte – Alt Eller – D-Eller, Vennhauser Allee Hochflurbetrieb der Rheinbahn; Linie gehört zum Düsseldorfer Nachtnetz; Abweichender Takt: Mo–Fr 21–0 Uhr, Sa 7–9, So 8–20 Uhr alle 15 min; So 5–9 Uhr alle 30 min | 10 min                                    |
|       | Krefeld, Rheinstraße1 – Krefeld Hbf – Dießem – Königshof – Fischeln – KR-Fischeln, Grundend – Osterath, Görgesheide2 – Hoterheide – Kamperweg – Bovert – Haus Meer – Forsthaus – Büderich, Landsknecht – Düsseldorf-Lörick3 – Löricker Straße – Lohweg – Prinzenallee – Heerdter Sandberg – Comenius-Gymnasium – Belsenplatz – Barbarossaplatz – Luegplatz – Tonhalle/Ehrenhof – U Heinrich-Heine-Allee – U Steinstraße/Königsallee – U Oststraße – U Düsseldorf Hbf – U Oberbilker Markt/Warschauer Straße – U Ellerstraße – U D-Oberbilk – Kaiserslautener Straße – Provinzialplatz – Werstener Dorfstraße – Opladener Straße – Ickerswarder Straße – Elbruchstraße – D-Holthausen4 Hochflurbetrieb der Rheinbahn; ehemalige K-Bahn; Abschnitt 3–4 dieser Linie gehört zum Düsseldorfer Nachtnetz; in den Schulferien gilt ein besonderer Fahrplan. Abweichender Takt: Abschnitt 3–4: Mo–Sa 21–0 Uhr und So alle 15 Minuten; Abschnitt 1–3: Mo–Sa 21–0 Uhr und So alle 30 Minuten | 20 min (1-3) 10 min (3-4)                 |
|       | D-Lörick, Am Seestern – Prinzenallee – Heerdter Sandberg – Comenius-Gymnasium – Belsenplatz – Barbarossaplatz – Luegplatz – Tonhalle/Ehrenhof – U Heinrich-Heine-Allee – U Steinstraße/Königsallee – U Oststraße – U Düsseldorf Hbf – U Handelszentrum/Moskauer Straße – U Kettwiger Straße – Ronsdorfer Straße – Lierenfeld, Betriebshof Hochflurbetrieb der Rheinbahn; verkehrt nur Mo–Fr 5–21 Uhr und Sa 8–21 Uhr | 10 min                                    |
|       | Merkur Spiel-Arena/Messe Nord ( ← Sportpark Nord/Europaplatz ) – Mörikestraße – Freiligrathplatz – Messe Ost/Stockumer Kirchstraße – Nordpark/Aquazoo – Reeser Platz – Theodor-Heuss-Brücke – Golzheimer Platz – Kennedydamm – U Victoriaplatz/Klever Straße – U Nordstraße – U Heinrich-Heine-Allee – U Steinstraße/Königsallee – U Oststraße – U Düsseldorf Hbf Hochflurbetrieb der Rheinbahn; Linie gehört nicht zum Düsseldorfer Nachtnetz Abweichender Takt: Mo–Fr 19–20 Uhr, Sa–So 8–20 Uhr alle 15 min, täglich 20–22 Uhr alle 30 min; Bedienung der Haltestelle Sportpark Nord/Europaplatz Mo–Sa 8–20 Uhr und So 9–20 Uhr im 30-Minuten-Takt aber nicht an Messetagen und bei Veranstaltungen in der Arena; Linie verkehrt an Messetagen auch Sa und So ab 7:30 Uhr im 10-Minuten-Takt. | 10 min                                    |
|       | ( U DU-Meiderich Bf 1 – U Auf dem Damm – ) U Duissern2 – U Duisburg Hbf – U König-Heinrich-Platz – U Steinsche Gasse – Platanenhof – Musfeldstraße – Kremerstraße – Karl-Jarres-Straße – Grunewald – Grunewald Betriebshof – Kulturstraße – Im Schlenk – Waldfriedhof – Münchener Straße – Sittardsberg – Mühlenkamp – St. Anna Krankenhaus – Angerbogen (nie in Betrieb genommen) – DU-Kesselsberg3 – D-Froschenteich – Wittlaer4 – Am Mühlenacker – Kalkumer Schlossallee – Klemensplatz – Kittelbachstraße – Alte Landstraße – Lohausen – Freiligrathplatz – Messe Ost/Stockumer Kirchstraße – Nordpark/Aquazoo – Reeser Platz – Theodor-Heuss-Brücke – Golzheimer Platz – Kennedydamm – U Victoriaplatz/Klever Straße – U Nordstraße – U Heinrich-Heine-Allee – U Steinstraße/Königsallee – U Oststraße – U Düsseldorf Hbf 5 (– U Oberbilker Markt/Warschauer Straße – U Ellerstraße – U D-Oberbilk – Kaiserslauterner Straße – Provinzialplatz – Werstener Dorfstraße – Südpark – D-Universität Ost/Botanischer Garten6 ) Hochflurbetrieb der Rheinbahn und DVG; ehemalige D-Bahn; Abschnitt 4–5 gehört zum ; in den Schulferien gilt ein besonderer Fahrplan. 15-Minuten-Takt auch im Abschnitt 2–6 Sa 5–19 Uhr und im Abschnitt 4–5 Mo–Fr 21–0 Uhr (ab 29.08.2018, davor 20–0 Uhr), Sa 20–0 Uhr und So 5–0 Uhr 30-Minuten-Takt im Abschnitt 2–6 Mo–Fr 19–22 Uhr und Sa 7–20 Uhr und im Abschnitt 1–2 Sa 9–18 Uhr und So 12–19 Uhr | 15 min (1–3) 10/20 min (3–4) 10 min (4–6) |
|       | D-Gerresheim, Krankenhaus – Heinrich-Könn-Straße – Auf der Hardt/LVR-Klinikum – Pöhlenweg – Staufenplatz – Schlüterstraße/Arbeitsagentur – Engerstraße – Lindemannstraße – Uhlandstraße – D-Wehrhahn – U Pempelforter Straße – U Schadowstraße – U Heinrich-Heine-Allee – U Benrather Straße – U Graf-Adolf-Platz – U Kirchplatz – D-Bilk – Suitbertusstraße – Südring – Flehe, Aachener Platz – Volmerswerther Straße – Krahkampweg – D-Volmerswerth, Hellriegelstraße Niederflurbetrieb der Rheinbahn; Linie gehört nicht zum Düsseldorfer Nachtnetz Abweichender Takt: Mo–Sa 21–0 Uhr und So alle 30 Minuten | 20 min                                    |

### Planungen
Seit September 2015 läuft das Planfeststellungsverfahren für die Stammstrecke 5, auf der die U82 von Düsseldorf Hbf über Heinrich-Heine-Allee und Freiligrathplatz zum Flughafen Düsseldorf fahren soll. Neu gebaut werden sollen eine Brücke vom Freiligrathplatz über den Nordstern und dann ein Tunnel zum Flughafenterminal mit einer U-Bahn-Haltestelle dort. Die Stadt plant die Inbetriebnahme für das Jahr 2025. Auch diese Linie soll am U-Bahnhof Heinrich-Heine-Allee halten.
| Linie | Verlauf                                                                                        |
| ----- | ---------------------------------------------------------------------------------------------- |
| U 82  | Flughafen Düsseldorf – Freiligrathplatz – Reeser Platz – Heinrich-Heine-Allee – Düsseldorf Hbf |

Im Nahverkehrsplan 2002–2007 der Landeshauptstadt Düsseldorf, ist die Einführung einer neuen Stadtbahnlinie U80 vorgesehen. Für diese ist der Bau einer Umfahrung der Düsseldorfer Messe mit einem neuen U-Bahnhof Messe-Süd notwendig. Wenn diese Maßnahme realisiert werden sollte, ist der U-Bahnhof Heinrich-Heine-Allee als Haltepunkt dieser Linie vorgesehen.
| Linie | Verlauf                                                                                    |
| ----- | ------------------------------------------------------------------------------------------ |
| U 80  | ESPRIT arena/Messe Nord – Messe Süd – Reeser Platz – Heinrich-Heine-Allee – Düsseldorf Hbf |

## Weiterführende Informationen

Logo der Stadtbahn Rhein-Ruhr